# آپتون، کمبریج‌شر
آپتون (به انگلیسی: Upton) یک روستا و محله مدنی در بریتانیا است که در پیتربورو واقع شده‌است.